# Kolbeckit
Kolbeckit, auch als Eggonit oder Sterretit bzw. Sterrettit bekannt, ist ein selten vorkommendes Mineral aus der Mineralklasse der „Phosphate, Arsenate und Vanadate“ mit der chemischen Zusammensetzung Sc[PO4]·2H2O und damit chemisch gesehen ein wasserhaltiges Scandium-Phosphat. Neben dem wasserlosen Pretulit (Sc[PO4]) ist Kolbeckit damit das bisher einzig weitere, bekannte Phosphatmineral mit Scandium als Hauptkomponente.
Kolbeckit kristallisiert im monoklinen Kristallsystem und entwickelt tafelige bis kurzprismatische Kristalle, die meist zu radialstrahligen oder kugeligen Mineral-Aggregaten angeordnet sind und einen glas- bis perlmuttähnlichen Glanz auf den Oberflächen zeigen. Bekannt sind auch Kristallzwillinge mit pseudo-rhomboedrischer Kristallform. In reiner Form ist Kolbeckit farblos und durchsichtig. Durch vielfache Lichtbrechung aufgrund von Gitterbaufehlern oder polykristalliner Ausbildung kann er aber auch durchscheinend weiß sein und durch Fremdbeimengungen eine hellgelbe, cyanblaue, blaugraue oder apfelgrüne Farbe annehmen. Seine Strichfarbe ist allerdings immer weiß.
Mit einer Mohshärte von 3,5 bis 4 gehört Kolbeckit zu den mittelharten Mineralen, die sich ähnlich wie das Referenzmineral Fluorit leicht mit einem Taschenmesser ritzen lassen.

## Etymologie und Geschichte

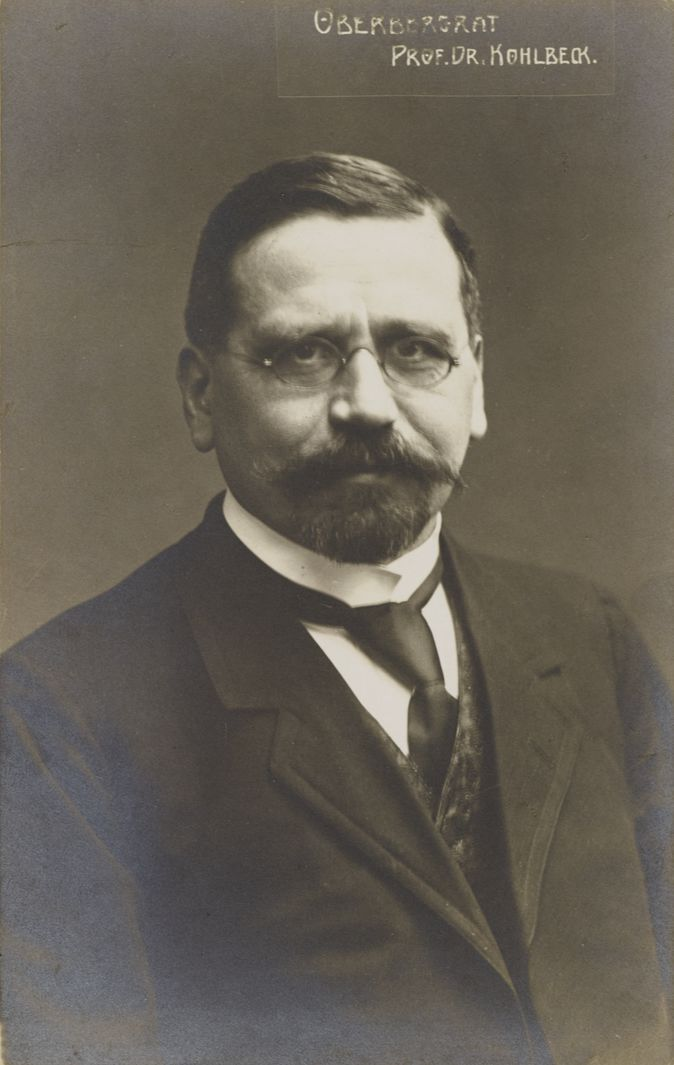
Namensgeber Friedrich Kolbeck, ca. 1900–1920

Erstmals entdeckt wurde das Mineral 1908 durch Herrn Morgenstern, den Direktor des „Kupfergrübner Stolln“ bei Sadisdorf in der sächsischen Stadt Dippoldiswalde, dem es aufgrund seiner kräftigen blauen Farbe auf der schneebedeckten Halde des Bergwerks auffiel. Da das Mineral farblich zwar den in der Gegend häufig vorkommenden Apatiten ähnelte, ohne jedoch deren Kristallgestalt aufzuweisen, schickte Morgenstern den Kristall zur Bestimmung zu Friedrich Ludwig Wilhelm Kolbeck (1860–1943) an die Bergakademie Freiberg, der es sofort als bisher unbekannte, neue Mineralart erkannte. Da er jedoch trotz eigenhändiger Suche auf den Halden nicht genug Material für eine genaue Analyse fand, konnte er nur das Kristallsystem (monoklin) und die Dichte (≈2,39 g/cm³) ermitteln.
Eine zumindest qualitative, wenn auch ungenaue Analyse des Minerals gelang 1911 dem Chemiker Theodor Döring (1873–1947), Professor für angewandte Chemie an der Bergakademie Freiberg, der zwar viel Beryllium (Be), sehr wenig Aluminium (Al) und Magnesium (Mg) sowie P2O5, SiO2 und Spuren von Kupfer (Cu), Eisen (Fe) und SO3 fand, jedoch kein Scandium. Er hielt das Mineral deshalb für ein Berylliumphosphat oder ein Silicophosphat des Berylliums.
Dipl.-Ingenieur F. Edelmann erwähnte 1926 in seiner Beschreibung des von Morgenstern gefundenen Minerals neben einigen optischen und physikalischen Eigenschaften auch die Analyse von Döring und benannte es nach Friedrich Kolbeck als Kolbeckit. Eine genauere chemische Zusammensetzung findet sich allerdings in dem im gleichen Jahr herausgegebenen „Jahrbuch für das Berg- und Hüttenwesen in Sachsen“ nicht.
Eine weitere chemische Analyse des Materials aus Sadisdorf folgte 1932 durch H. Thurnwald und A. A. Benedetti-Pichler. Sie übersahen das Scandium und hielten das Mineral für ein Be-Al-Ca-Silicophosphat. Die korrekte chemische Zusammensetzung mit Sc[PO4]·2H2O wurde erst 1965 durch Mary E. Mrose über eine kurze Mitteilung unter Berufung auf nicht veröffentlichte Analysedaten bekannt.
Bereits 1879 beschrieb Albrecht Schrauf ein dem Kolbeckit ähnliches Mineral aus Altenberg bei Aachen, das er als Eggonit bezeichnete. 1892 diskreditierte er jedoch selbst seine Mineralbeschreibung in einer Mitteilung an Dana, nachdem er festgestellt hatte, dass es sich um gefälschte Mineralstufen handelte. Ein weiteres, dem Kolbeckit ähnliches Mineral, beschrieben 1940 Esper S. Larsen und Arthur Montgommery, das sie bei Fairfield im US-Bundesstaat Utah fanden und als Sterrettit bezeichneten (nach Douglas B. Sterrett, der die Variscit-Lagerstätten in Utah und Nevada untersuchte). Ein Jahr später konnte jedoch F. A. Bannister mithilfe von röntgenanalytischen Untersuchungen nachweisen, dass Eggonit und Sterretit identisch sind. 1959 stellten Mary E. Mrose und B. Wappner, ebenfalls durch Röntgenanalyse, zudem fest, dass Sterretit und Eggonit mit dem Kolbeckit aus Sadisdorf und synthetisch hergestelltem ScPO4·2H2O weitgehend identisch sind.
Aufgrund der vielfältigen Problematik bei den chemischen Analysen und verschiedenen Mineralnamen entschied schließlich die International Mineralogical Association (IMA/CNMNC) zunächst 1965 und endgültig noch einmal 1987, dass das Mineral mit der Zusammensetzung Sc[PO4]·2H2O den Namen Kolbeckit erhält. Eggonit und Sterrettit wurden entsprechend diskreditiert und als Synonym dem Kolbeckit zugeordnet. Da dies automatisch eine nachträgliche Ankerkennung für den Kolbeckit bedeutete, wird das Mineral seitdem in der „Liste der Minerale und Mineralnamen“ der IMA unter der Summenanerkennung „IMA 1987 s.p.“ (special procedure) geführt. Die seit 2021 ebenfalls von der IMA/CNMNC anerkannte Kurzbezeichnung (auch Mineral-Symbol) von Kolbeckit lautet „Kbe“.
Verwechslungsgefahr besteht zudem aufgrund der Ähnlichkeit des Namens mit dem synonym als Kolbeckin bezeichneten Mineral Herzenbergit.

## Klassifikation
Bereits in der veralteten 8. Auflage der Mineralsystematik nach Strunz gehörte der Kolbeckit zur Mineralklasse der „Phosphate, Arsenate und Vanadate“ und dort zur Abteilung „Wasserhaltige Phosphate, Arsenate und Vanadate ohne fremde Anionen“, wo er gemeinsam mit Metavariscit und Phosphosiderit in der „Klinovariscit-Reihe“ mit der Systemnummer VII/C.05a innerhalb der „Klinovariscit-Variscit-Gruppe“ (VII/C.05) steht.
Im zuletzt 2018 überarbeiteten „Lapis-Mineralienverzeichnis“, das sich im Aufbau noch nach der alten Form der Systematik von Karl Hugo Strunz richtet, erhielt das Mineral die System- und Mineralnummer VII/C.09-030. In der „Lapis-Systematik“ entspricht dies ebenfalls der Abteilung „Wasserhaltige Phosphate, ohne fremde Anionen“, wo Kolbeckit zusammen mit Koninckit, Malhmoodit, Mansfieldit, Metavariscit, Paraskorodit, Phosphosiderit, Skorodit, Strengit, Variscit, Yanomamit und Zigrasit die „Variscitgruppe“ mit der Systemnummer VII/C.09 bildet.
Auch die von der IMA zuletzt 2009 aktualisierte 9. Auflage der Strunz’schen Mineralsystematik ordnet den Mansfieldit in die Abteilung „Phosphate usw. ohne zusätzliche Anionen; mit H2O“ ein. Diese ist allerdings weiter unterteilt nach der relativen Größe der beteiligten Kationen und dem Stoffmengenverhältnis vom Phosphat-, Arsenat- beziehungsweise Vanadatkomplex (RO4) zum Kristallwassergehalt (H2O), so dass das Mineral entsprechend seiner Zusammensetzung in der Unterabteilung „Mit ausschließlich mittelgroßen Kationen; RO4 : H2O = 1 : 2“ zu finden ist, wo es zusammen mit Metavariscit und Phosphosiderit die „Metavariscitgruppe“ mit der Systemnummer 8.CD.05 bildet.
In der vorwiegend im englischen Sprachraum gebräuchlichen Systematik der Minerale nach Dana hat Mansfieldit die System- und Mineralnummer 40.04.03.03. Dies entspricht ebenfalls der Klasse der „Phosphate, Arsenate und Vanadate“ und dort der Abteilung „Wasserhaltige Phosphate etc.“. Hier findet sich das Mineral innerhalb der Unterabteilung „Wasserhaltige Phosphate etc., mit A3+XO4 × x(H2O)“ in der „Metavariscitgruppe“ mit der Systemnummer 40.04.03, in der auch Metavariscit und Phosphosiderit eingeordnet sind.

## Kristallstruktur
Kolbeckit kristallisiert isotyp mit Phosphosiderit im monoklinen Kristallsystem in der Raumgruppe P21/n (Raumgruppen-Nr. 14, Stellung 2) mit den Gitterparametern a = 5,42 Å; b = 10,19 Å; c = 8,89 Å und β = 90,8° sowie vier Formeleinheiten pro Elementarzelle.
Die Kristallstruktur von Kolbeckit besteht aus PO4-Tetraedern und ScO4(H2O)2-Oktaedern, die über ihre Ecken miteinander verknüpft sind und dadurch ein dreidimensionales Gerüst bilden.

## Bildung und Fundorte

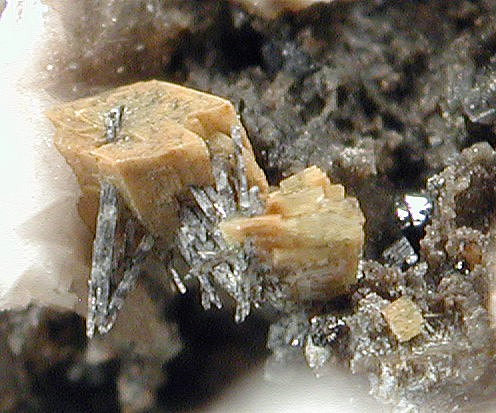
Pseudo-rhomboedrischer Kolbeckit aus der „Union Carbide Christy Vanadium Mine“, Magnet Cove, Hot Spring County, Arkansas, USA (Sichtfeld 1,5 mm)

Kolbeckit bildet sich sekundär in einigen Hydrothermal-Adern und Phosphat-Lagerstätten. Je nach Fundort kann das Mineral mit Chlorit, Crandallit, Gips, Diaphorit (nicht zu verwechseln mit Diaspor!), Lithiophorit, Malhmoodit, Miargyrit, Quarz, Variscit, Vernadit und/oder Wardit vergesellschaftet sein.
Als seltene Mineralbildung konnte Kolbeckit nur an wenigen Fundorten nachgewiesen werden, wobei bisher (Stand 2013) rund 20 Fundorte als bekannt gelten. Neben seiner Typlokalität Sadisdorf in Sachsen trat das Mineral in Deutschland noch bei Trutzhofmühle in der Gemeinde Pleystein und bei Hagendorf in der Marktgemeinde Waidhaus in Bayern sowie in der Grube „Pius“ bei Schutzbach und der Grube „Schöne Aussicht“ bei Dernbach (Landkreis Neuwied) in Rheinland-Pfalz auf.
Der bisher einzige bekannte Fundort in Österreich ist der Steinbruch „Schlarbaum“ bei Klausen (Gemeinde Bad Gleichenberg) in der Steiermark.
Weitere bekannte Fundorte sind unter anderem Putty Beach auf der Halbinsel Woy Woy im australischen Bundesstaat New South Wales, Krásno nad Teplou (deutsch Schönfeld) und Těškov in Tschechien, die Shinkolobwe Mine in der Demokratischen Republik Kongo, Vatukoula auf der Fidschi-Insel Viti Levu, Bric Colmè nahe San Giacomo in der Gemeinde Roburent in der italienischen Provinz Cuneo, der Mrima Hill in der Küstenprovinz von Kenia, Bixad (Covasna) und Baia Sprie in Rumänien, die Sn-W-Mo-Lagerstätte „Tigrinoe“ (auch Tigriny) in der russischen Region Primorje (Primorski krai) sowie Wilson Springs (Garland County) und Magnet Cove (Hot Spring County) in Arkansas, Fairfield im Oquirrh-Gebirge in Utah und Ladysmith (Rusk County) in Wisconsin in den Vereinigten Staaten.